# كأس النرويج 1981
كأس النرويج 1981 (بالنرويجية: Norgesmesterskapet i fotball for menn 1981)‏ هو الموسم 76 من كأس النرويج. أشرف على تنظيمه اتحاد النرويج لكرة القدم، وفاز فيه نادي ليلستروم.